# Apseudomorpha magdalenensis
Apseudomorpha magdalenensis is een naaldkreeftjessoort uit de familie van de Metapseudidae. De wetenschappelijke naam van de soort is voor het eerst geldig gepubliceerd in 1953 door Robert J. Menzies.